# Tim Warfield

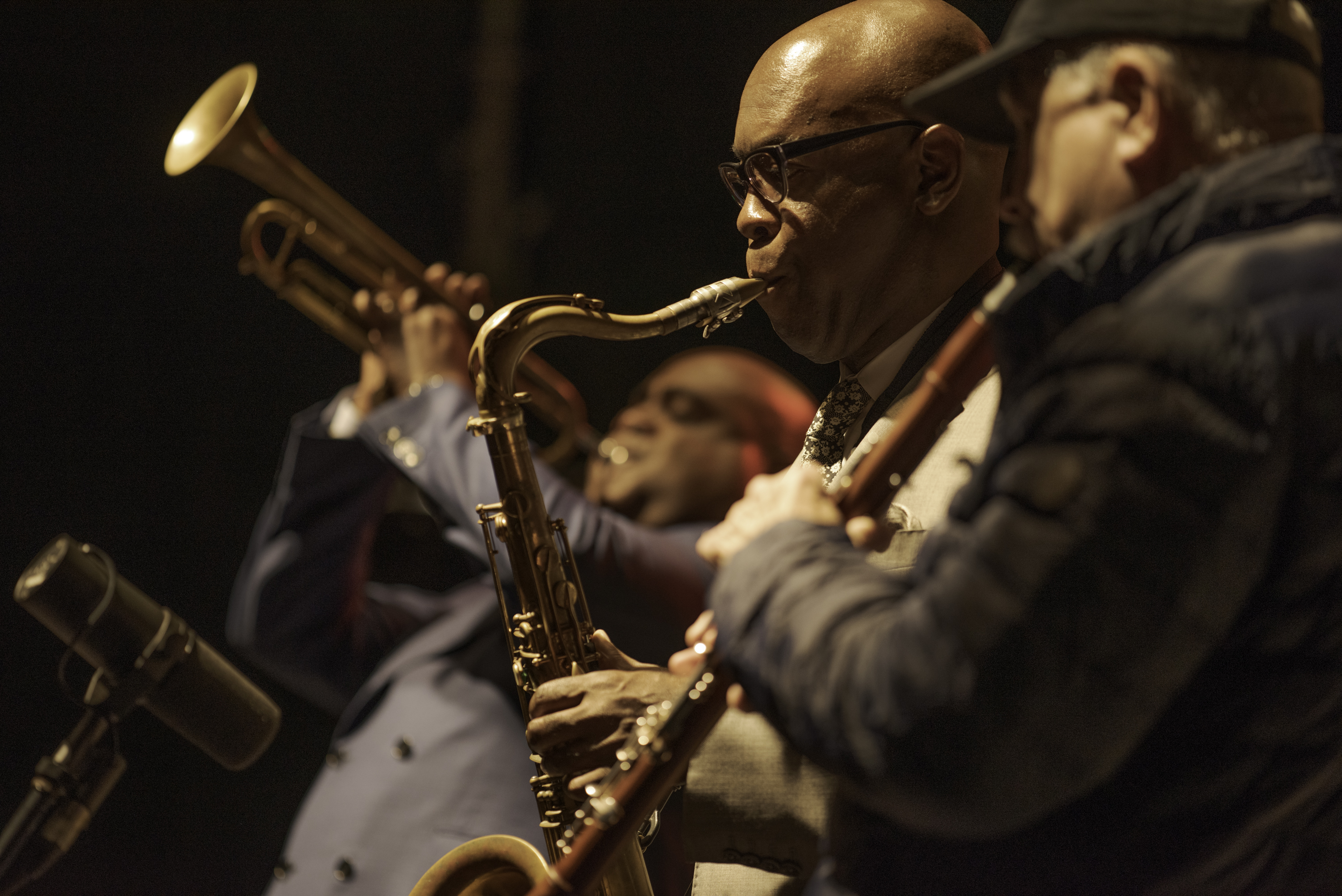
Tim Warfield am Saxophon (2020)

Timothy Reginald „Tim“ Warfield jr. (* 2. Juli 1965 in York (Pennsylvania)) ist ein amerikanischer Jazzmusiker (Tenor- und Sopransaxophon). Er ist an mehreren, für einen Grammy nominierten Alben von Stefon Harris und Nicholas Payton beteiligt.

## Leben und Wirken
Warfield begann mit neun Jahren Altsaxophon zu lernen, hauptsächlich als Autodidakt; auf der Highschool wechselte er auf das Tenorsaxophon, spielte bereits in mehreren Ensembles und wurde bei einigen Wettbewerben als Solist ausgezeichnet. Er studierte zwei Jahre auf der Howard University, bevor er professioneller Musiker wurde und Bands in Pennsylvanien und Baltimore/Washington leitete.
Ab 1990 gehörte Warfield drei Jahre lang zum Quintett von Marlon Jordan. Daneben war er 1991 an dem erfolgreichen Album der Tough Young Tenors beteiligt und tourte international mit den von George Wein zusammengestellten Jazz Futures. Im selben Jahr erhielt er den dritten Platz bei der Thelonious Monk International Jazz Saxophone Competition. Auch begleitete er Shirley Scott in Bill Cosbys You Bet Your Life.
Zwischen 1994 und 1999 war Warfield Mitglied der Band von Christian McBride, um sich dann Nicholas Payton anzuschließen. Weiterhin trat er in den 1990er Jahren mit Jimmy Smith und Donald Byrd auf, aber auch mit Michele Rosewoman, Dizzy Gillespie, Isaac Hayes, Charles Fambrough, Joey DeFrancesco und Danilo Perez.
Unter eigenem Namen legte Warfield 1995 das Album A Cool Blue vor, das für die Kritiker der New York Times in jenem Jahr eines der wichtigsten Alben des Jahres war, ebenso wie 1998 sein Album Gentle Warrior (mit Cyrus Chestnut, Tarus Mateen, Clarence Penn, Terell Stafford und Nicholas Payton). 1999 wurde er erstmals von den Kritikern des Down Beat als ein Talent, das weitere Beachtung verdiene, gewürdigt. Sein Album Jazz Is … (Criss Cross Jazz 2001) nahm er mit ähnlicher Besetzung, ergänzt um Stefon Harris, auf. Weiterhin gehörte er 2006 zum Quintett von Terell Stafford. Sein Album A Sentimental Journey (2010) wurde von der Kritik ebenso hervorgehoben wie sein Monk-Tribut Spherical (2015, mit Eddie Henderson, Orrin Evans, Ben Wolfe und Clarence Penn). Zwischen 1984 und 2023 war er, Tom Lord zufolge, an 81 Aufnahmen im Bereich des Jazz beteiligt, 2023 an Terell Staffords Album Between Two Worlds.
Warfield gehört seit 2018 zum Pennsylvania Council for the Art. Im selben Jahr wurde er Koordinator des Jazz-Master-Studiengangs der Temple University.